# Distoneura albicurvata
Distoneura albicurvata är en fjärilsart som beskrevs av Paul Dognin 1914. Distoneura albicurvata ingår i släktet Distoneura och familjen mätare. Inga underarter finns listade i Catalogue of Life.